# (5260) Philvéron
(5260) Philvéron, désignation internationale (5260) Philveron, est un astéroïde de la ceinture principale.

## Description
(5260) Philvéron est un astéroïde de la ceinture principale. Il fut découvert par Eric Walter Elst le 2 septembre 1989 à l'ESO. Il présente une orbite caractérisée par un demi-grand axe de 2,6 UA, une excentricité de 0,105 et une inclinaison de 13,7° par rapport à l'écliptique.
Il fut nommé en hommage à l'astronome Philippe Véron, astronome professionnel et directeur de l'observatoire de Haute-Provence.

## Compléments